# Isla Big (Kimmirut)
La isla Big (en inglés: Big Island) es una isla deshabitada del archipiélago ártico canadiense, situada en la región Qikiqtaaluk del territorio de Nunavut. Se trata de una isla cercana a la isla de Baffin ubicada en alta mar en aguas del estrecho de Hudson. La comunidad más cercana es Kimmirut a 47,9 km  de distancia.
Otras islas en las inmediaciones son las isla Emma y la isla Rabbit.
De las tres islas de la región de Qikiqtaaluk llamadas "Big Island", ésta es la más grande, con una superficie de 756 km² (58.ª del país y 41.ª de Nunavut)